# アグスティン・スタール

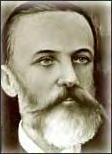
アグスティン・スタール

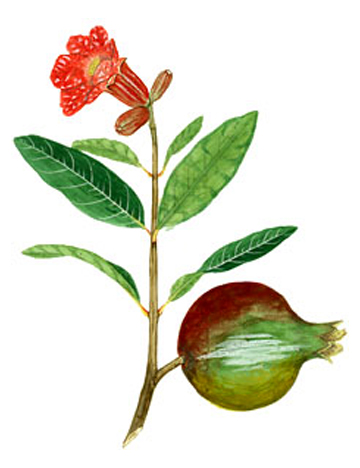
スタールの水彩画

アグスティン・スタール（Agustín Stahl, 1842年1月21日 - 1917年7月12日）は、プエルトリコの医師、科学者である。

## 生涯
プエルトリコのアグアディラ (Aguadilla) で生まれた。地元で初等教育を受けた後、ドイツのヴュルツブルク大学とチェコのプラハ大学で学び1864年に医師の資格を得たのち、プエルトリコに戻りバヤモンで診療所を開いた。仕事のかたわら、自然を愛し、民族学、植物学、動物学の分野で調査や実験を行った。1883年から『プエルトリコの植物の研究』(Estudios sobre la flora de Puerto Rico) 6分冊を出版し、自ら調査した植物を世界に広めることに貢献した。
一方でスペインからの独立を熱心に主張し、プエルトリコ自治論者党 (Partido Autonomista Puertorriqueño) の党員となった。この党はスペインと同様な政治体制を保ちながら自治を求めるもので、この党に属したことでサンフアンの自然史研究所の教授の地位を追われ、プエルトリコからも追放されたが、政治形態が変わった後、プエルトリコに戻った。バヤモンで没し、住んだ家は博物館となった。彫刻家トマス・バティスタ (Tomás Batista) によってカイエイ大学に胸像がつくられた。
ジャケツイバラ科の Stahlia や Argythamnia stahlii, Senna pendula var. stahlii, Eugenia stahlii, Lyonia stahlii, Ternstroemia stahlii がスタールに献名された。

## 著書
- Apuntes sobre la Flora de Puerto Rico
- Informe sobre la enfermedad de la Caña de Azúcar, 1878
- Catalógo del gabinete zoológico del Dr. A. Stahl en Bayamón, 1882
- Estudios sobre la Flora de Puerto Rico
- Catalogo Del Gabinete Zoologico. Precedido de Una Clasificacion Sistematica de los Animales Que Corresponden a Este Fauna
- Los indios de Puerto Rico
- La fundación de Aguadilla
- La fundación de Bayamón